# بیل جاستیس
بیل جاستیس (انگلیسی: Bill Justice؛ ۹ فوریهٔ ۱۹۱۴ – ۱۰ فوریهٔ ۲۰۱۱) یک پویانما اهل ایالات متحده آمریکا بود.